# 生命線 (曲)
「生命線」（せいめいせん）は、日本のロックバンド・THE BACK HORNの7枚目のシングル。2003年8月20日発売。

## 収録曲
全作詞・作曲・編曲：THE BACK HORN。
1. 生命線
2. 思春歌
3. ひとり言 (LIVE at 郡山HIP SHOT)

## 収録アルバム
- オリジナルアルバム『イキルサイノウ』（2003年10月22日、VICL-61746）
- ベストアルバム『BEST THE BACK HORN』（2008年1月23日、VICL-62746）